# Języki północnej Bougainville
Języki północnej Bougainville (lub języki zachodniej Bougainville) – mała rodzina językowa z Wyspy Bougainville’a, należącej do prowincji Bougainville w Papui-Nowej Gwinei.
Stephen Wurm (1972) zaliczył je do zaproponowanej grupy wschodniopapuaskiej.

## Klasyfikacja[3][4]
Języki papuaskie
Języki północnej Bougainville
| Grupy i języki                    | Liczba mówiących |
| --------------------------------- | ---------------- |
| Gałąź keriaka                     |                  |
| ramopa (keriaka)                  | 1000             |
| Gałąź konua                       |                  |
| rapoisi (konua)                   | 3500             |
| Gałąź rotokaska (rotokas-askopan) |                  |
| askopan (eivo)                    | 1200             |
| rotokas z dialektem atsilima      | 4300             |